# Willy Jaeckel
Willy Jaeckel, nato Willy Gustav Erich Jaeckel (Breslavia, 10 febbraio 1888 – Berlino, 30 gennaio 1944), è stato un pittore e litografo tedesco.

## Biografia
Figlio del funzionario pubblico Eduard (1855–1909) e di Anna Bullmann (1863–1943), nonostante una malattia riuscì a diventare guardia forestale. Frequentò la scuola d'arte  a Breslavia prima e poi quella di Dresda sotto la guida di Otto Gußmann, con gravissime difficoltà. Nel 1913 si trasferì a Berlino, dove divenne membro della Secessione di Berlino nel 1915, componente dell'Accademia delle arti di Prussia nel 1919 e insegnante all'Universität der Künste Berlin nel 1925. Nel 1928 vinse il "Georg-Schlicht-Preis" per il "più bel ritratto di una donna tedesca".

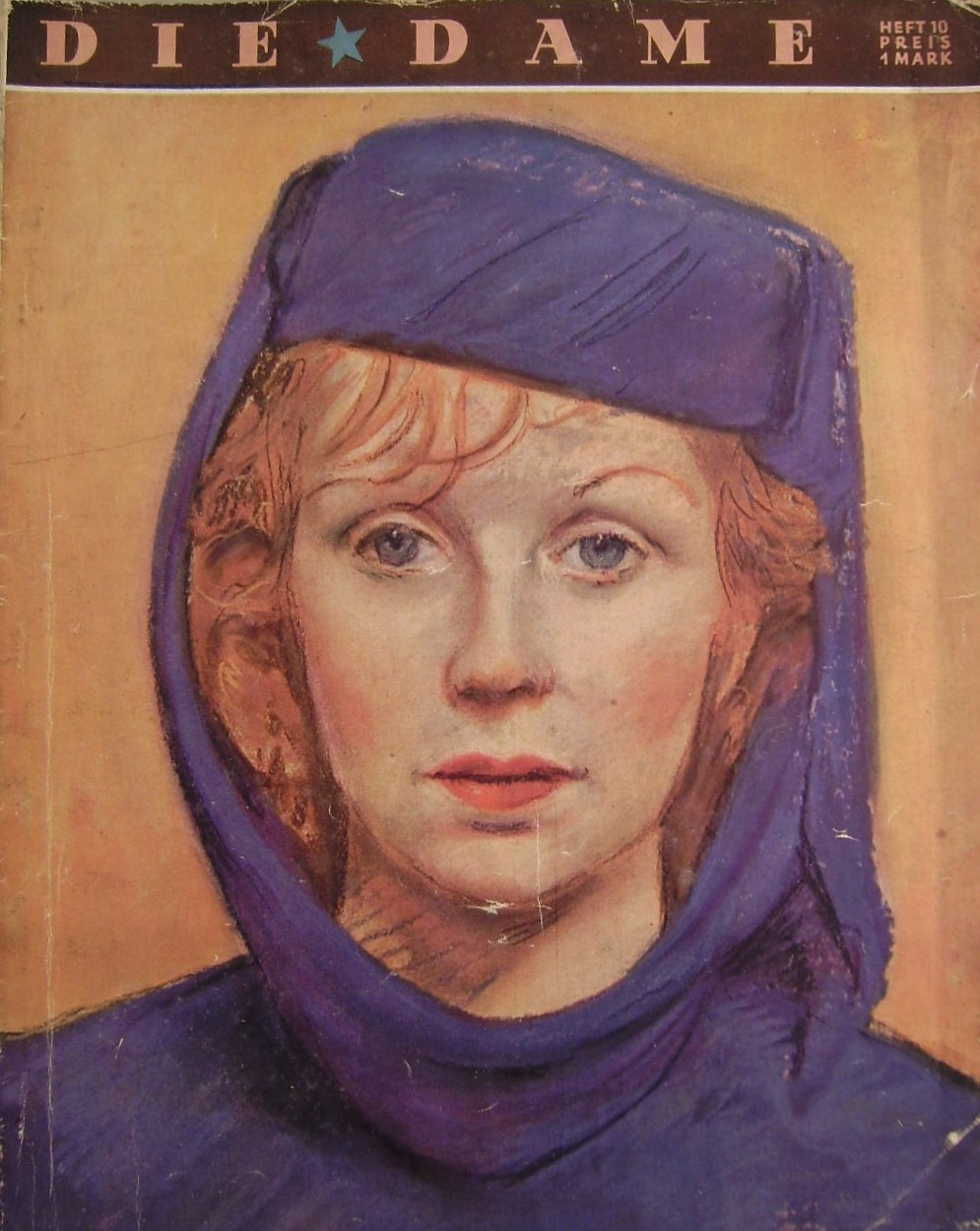
Copertina della rivista Die Dame nr. 10, 1941

Nominato professore associato nel 1933, venne licenziato quando i nazionalisti presero il potere. Sebbene la protesta dei suoi studenti costrinse il regime a reintegrarlo, fu una vittoria di breve durata. Non sappiamo se quegli studenti che protestarono si siano poi laureati poiché sospettati dal regime, inoltre nel 1937 alcune delle opere di Jaeckel furono ufficialmente classificate come "arte degenerata". 
Molte sue opere furono rimosse da vari musei tedeschi e polacchi, come afferma la banca dati dell'inventario stilato sulle opere di arte degenerata confiscate dai nazisti e ritrovate dopo la guerra, per alcune delle quali l'autore/trice risulta ignoto, denominato Forschungsstelle "Entartete Kunst" di Berlino.

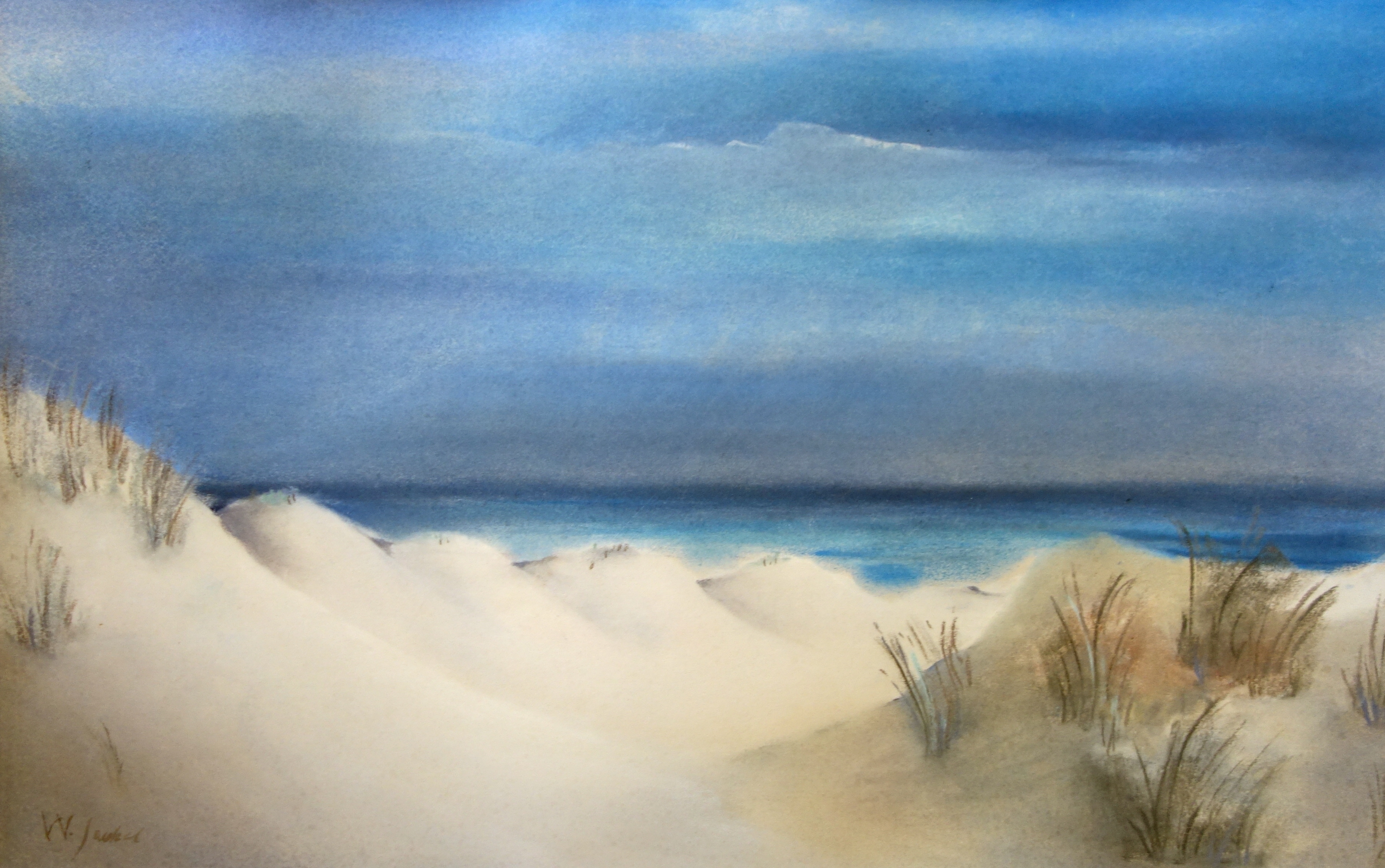
Le dune di Hiddensee, senza data

Poteva continuare a vivere a Berlino ma non poteva insegnare. Rimase ucciso nel suo studio che andò distrutto nel corso di un bombardamento alleato il 30 gennaio 1944. Appare strano e paradossale che la rivista d'alta moda Die Dame abbia pubblicato il disegno di un pittore considerato "degenerato" sulla copertina nel nr. 10 del 1941. 
Il figlio Peter (1914–1996), è stato un archeologo, un numismatico e un collezionista.

## Stile
Appartenente alla corrente espressionista che egli aprì anche verso temi a sfondo religioso. All'inizio della sua attività fu decisamente un pittore dai toni più intensi e talvolta violenti ma a poco a poco lasciò spazio anche ai colori più delicati. Ha sperimentato una vasta gamma di tecniche, privilegiando il pastello, anche se ha sempre considerato la sua opera maggiore le duecento acqueforti a puntasecca per la Bibbia intitolate Menschgott-Gott-Gottmensch. Instancabile, continuò a dipingere anche dopo aver perso il lavoro.

## Galleria d'immagini

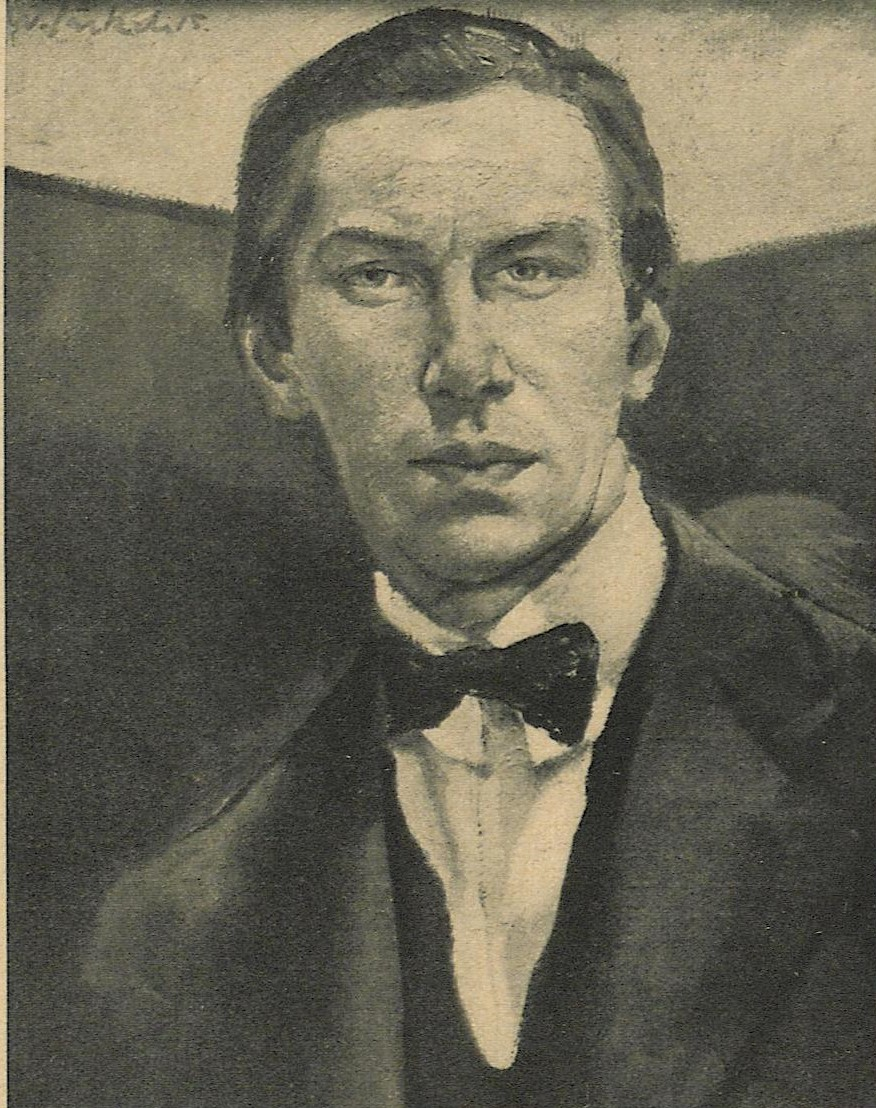
Autoritratto, 1915
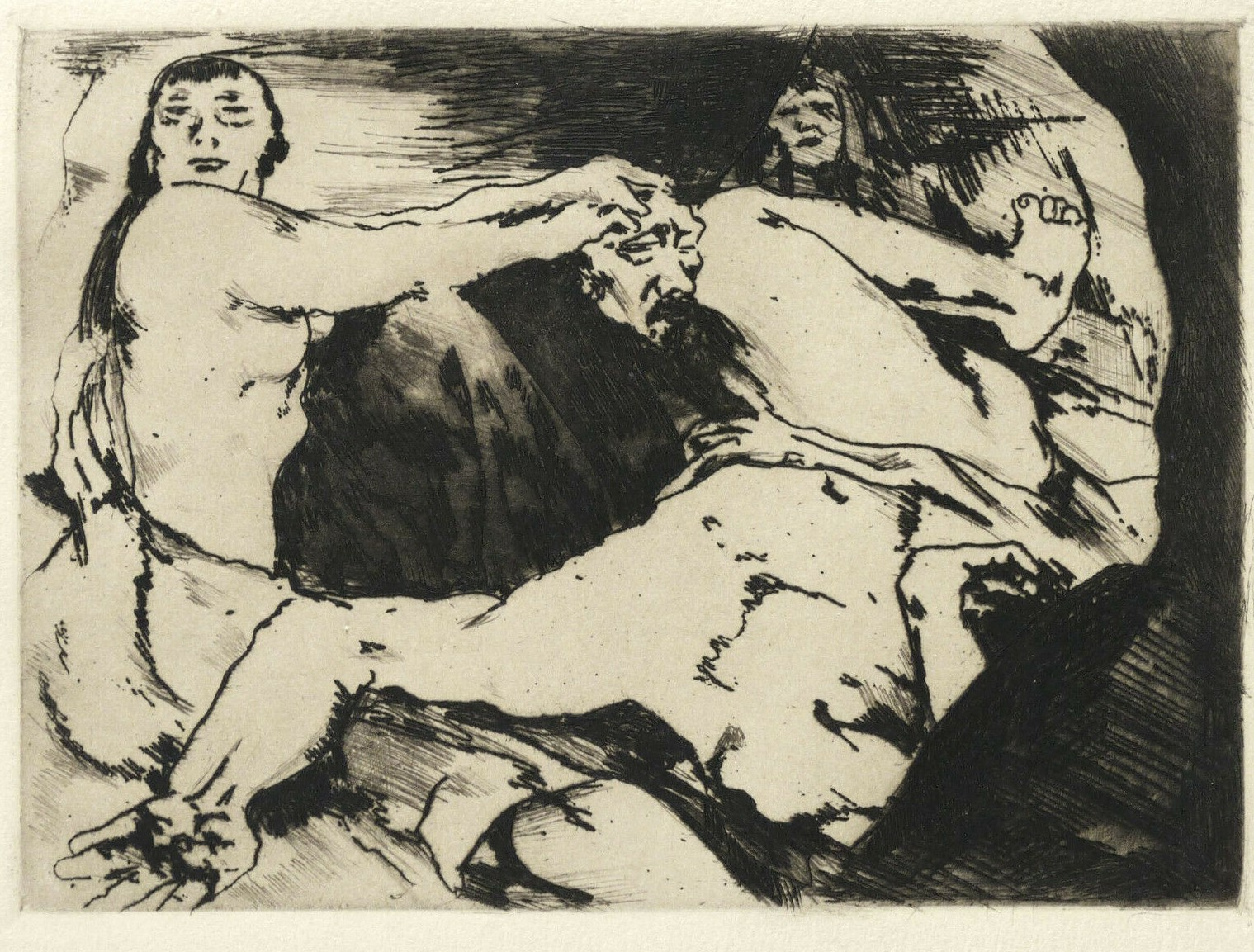
Giuditta, acquaforte, 1915
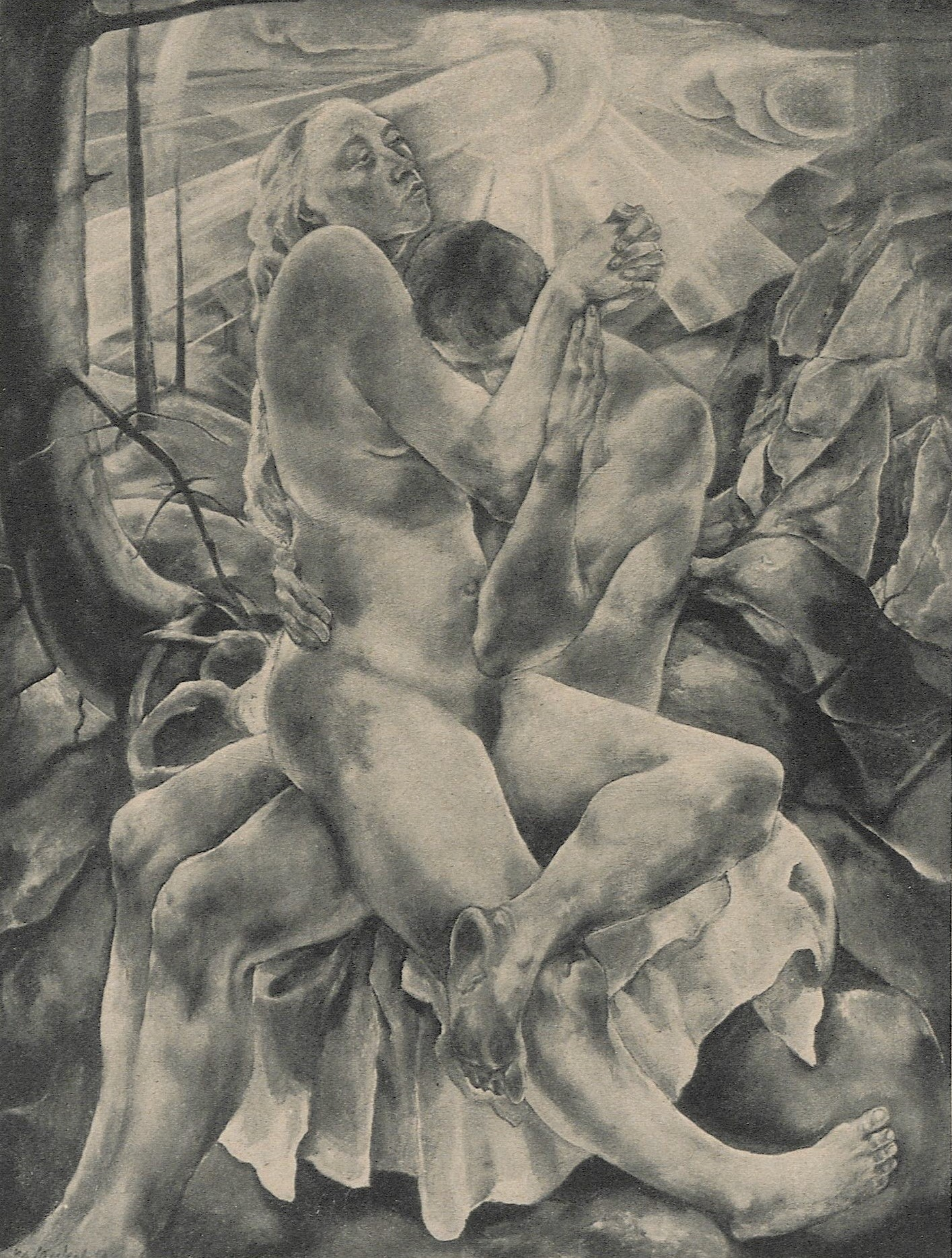
Amanti, 1918
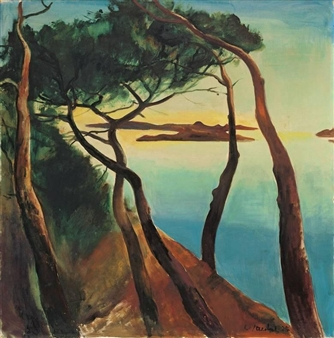
Paesaggio marino, 1924
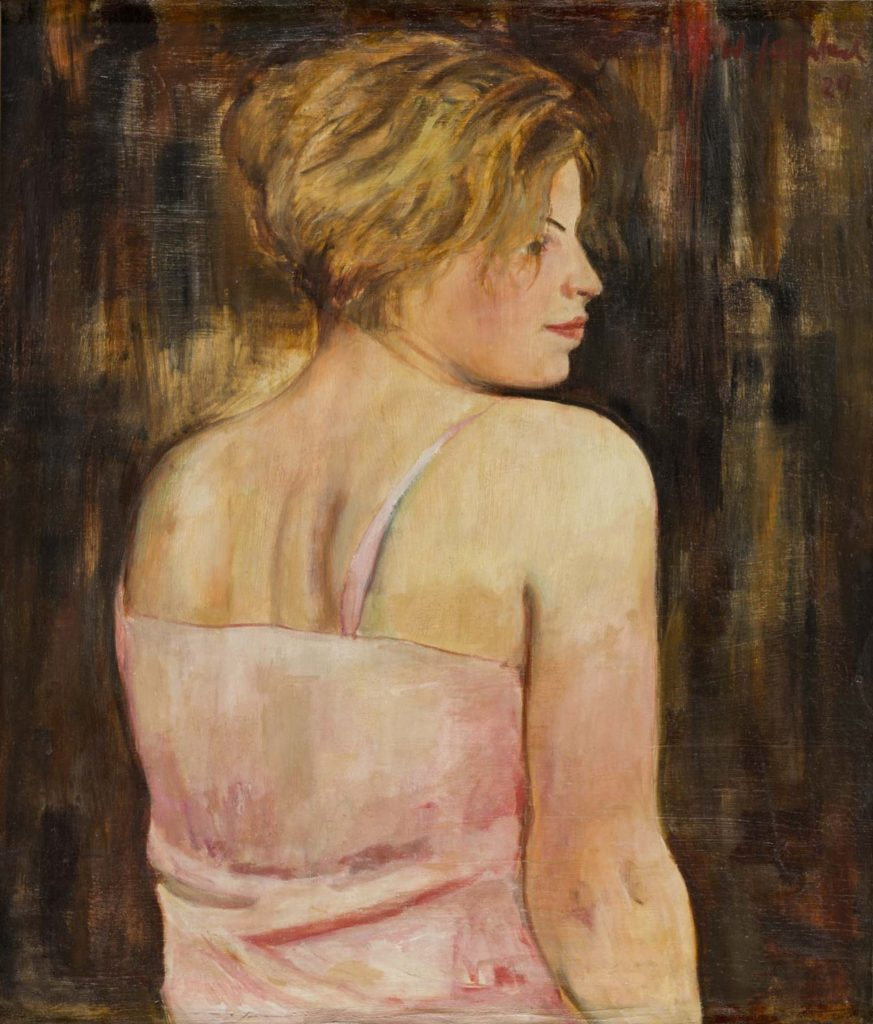
Ritratto di un artista (Ruth Albu o Dorothea Albu), 1929
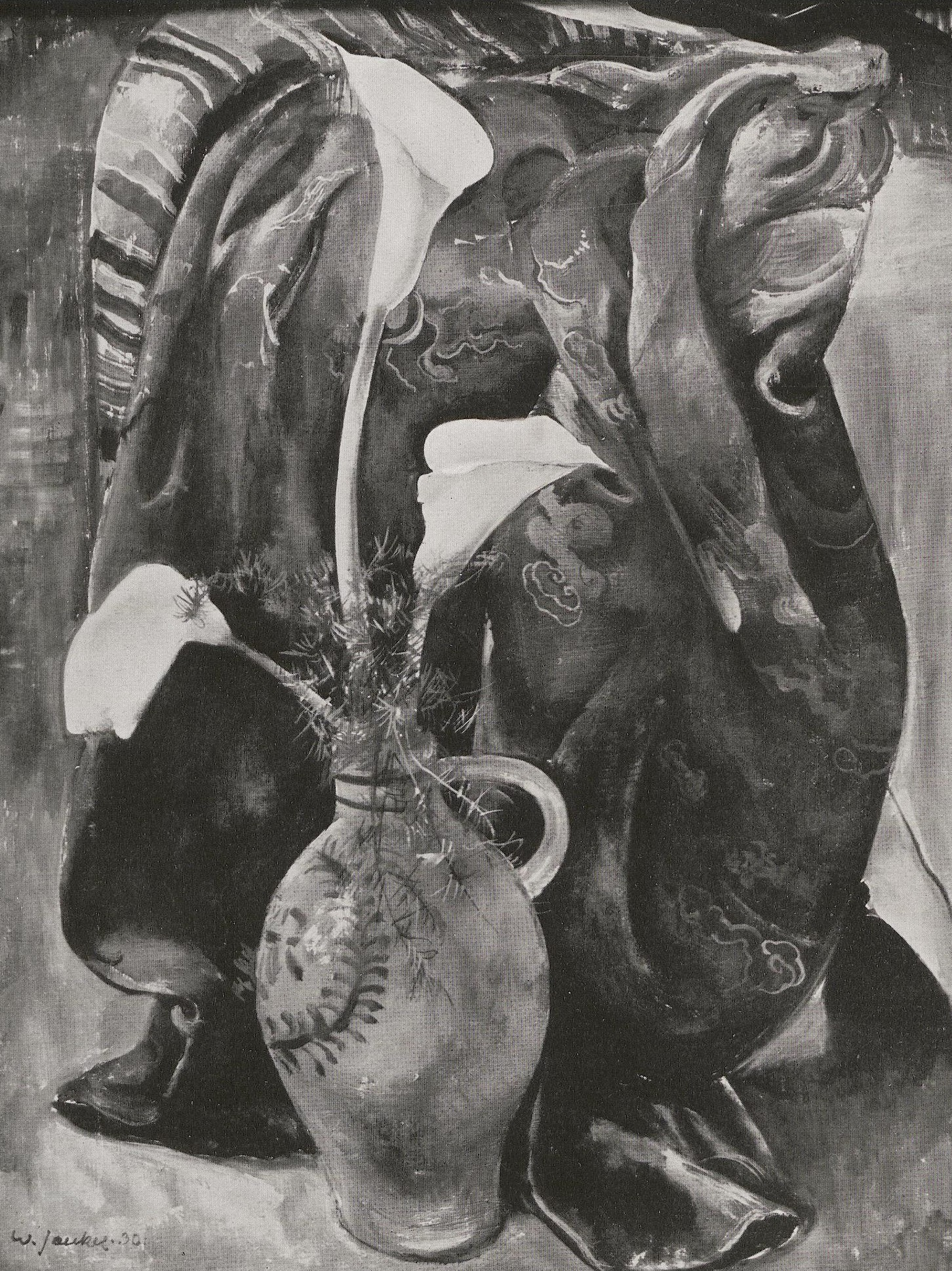
Kalla, 1930